# Cappaeini
Tribu
Synonymes
- Cappæaria Atkinson, 1888[2]
- Tropycoryphini Atkinson, 1888[1]

Les Cappaeini sont une tribu d'insectes du sous-ordre des Hétéroptères (punaises) de la famille des Pentatomidae.

## Systématique
La tribu des Cappaeini a été initialement créée par l'entomologiste irlandais Edwin Felix Thomas Atkinson (d) (1840-1890) sous le taxon Cappæaria. 

## Liste des genres
Selon BioLib (28 juin 2021) :
- genre Adelolcus Bergroth, 1893
- genre Benia Schouteden, 1916
- genre Boerias Kirkaldy, 1909
- genre Cappaea Ellenrieder, 1862
- genre Caura Stål, 1865
- genre Cauromorpha Jeannel, 1913
- genre Erlangerella Schouteden, 1905
- genre Halycorypha Jeannel, 1913
- genre Halydicoris Jeannel, 1913
- genre Halyoides Cachan, 1952
- genre Halyomorpha Mayr, 1864
- genre Homalogonia Jakovlev, 1876
- genre Hymenomaga Karsch, 1892
- genre Lerida Karsch, 1894
- genre Leridella Jeannel, 1913
- genre Lokaia Linnavuori, 1975
- genre Mabusana Distant, 1912
- genre Massocephalus Dallas, 1851
- genre Paralerida Linnavuori, 1982
- genre Prytanicoris Gross, 1978
- genre Tolumnia Stål, 1867
- genre Tripanda Berg, 1899
- genre Tropicorypha Mayr, 1864
- genre Veterna Stål, 1865

## Publication originale
- (en) E. T. Atkinson, « Notes on Indian Rhynchota : Heteroptera, No. 3 », Journal of the Asiatic Society of Bengal, Calcutta, vol. 57, no 1,‎ 8 juin 1888, p. 1-72 (ISSN 0368-1068, OCLC 1824093, lire en ligne).